# 金振民
金振民（1941年—），中国构造地质学家。出生于浙江温州。中国地质大学（武汉）教授。1965年7月毕业于北京地质学院。现任教育部岩石圈构造、深部过程及探测技术重点实验室学术委员会主任，兼任中国地质学会构造专业委员会显微构造专业委员会副主任。